# 도마리역 (도야마현)
도마리역(일본어: 泊駅, とまりえき)은 일본 도야마현 시모니카와군 아사히정에 있는 철도역이다. 아이노카제토야마 철도가 운영한다.
아이노카제토야마 철도의 철도역 가운데 하나이나 대부분의 아이노카제토야마 철도 열차는 당역까지 운행되며 이토이가와 방면은 기본적으로 에치고토키메키 철도 니혼카이 히스이 라인 열차가 운행된다.
JR 시절은 일부 특급·급행 열차가 정차하며, 오하요 익스프레스가 이곳에서 출발한다. 또한 가나자와·도야마 방면에서 온 일부 열차가 도마리 역에 종착한 뒤 회차한다.

## 역 구조
2면 3선 구조의 지상역이다. 역사는 단식 구조인 1번 승강장 쪽에 있으며, 섬식 승강장과는 구름다리로 이어져 있다.

### 승강장
| 타는곳 | 노선                                 | 방면                                 | 행선                       | 비고                                                       |
| ------ | ------------------------------------ | ------------------------------------ | -------------------------- | ---------------------------------------------------------- |
| 1      | ■ 아이노카제토야마 철도선            | 하행                                 | 이치부리 · 이토이가와 방면 | 도야마 방면에서 이토이가와 방면으로 운행되는 열차만 사용함 |
| 2      | ■ 니혼카이 히스이 라인으로 직결 운행 | ■ 니혼카이 히스이 라인으로 직결 운행 | 이토이가와 · 나오에쓰 방면 | 당역 시발 열차가 사용함                                    |
| 2      | ■ 아이노카제토야마 철도선            | 상행                                 | 도야마 · 가나자와 방면     | 당역 시발 열차가 사용함                                    |
| 3      | ■ 아이노카제토야마 철도선            | 상행                                 | 도야마 · 가나자와 방면     | 이토이가와 방면에서 도야마 방면으로 운행되는 열차만 사용함 |

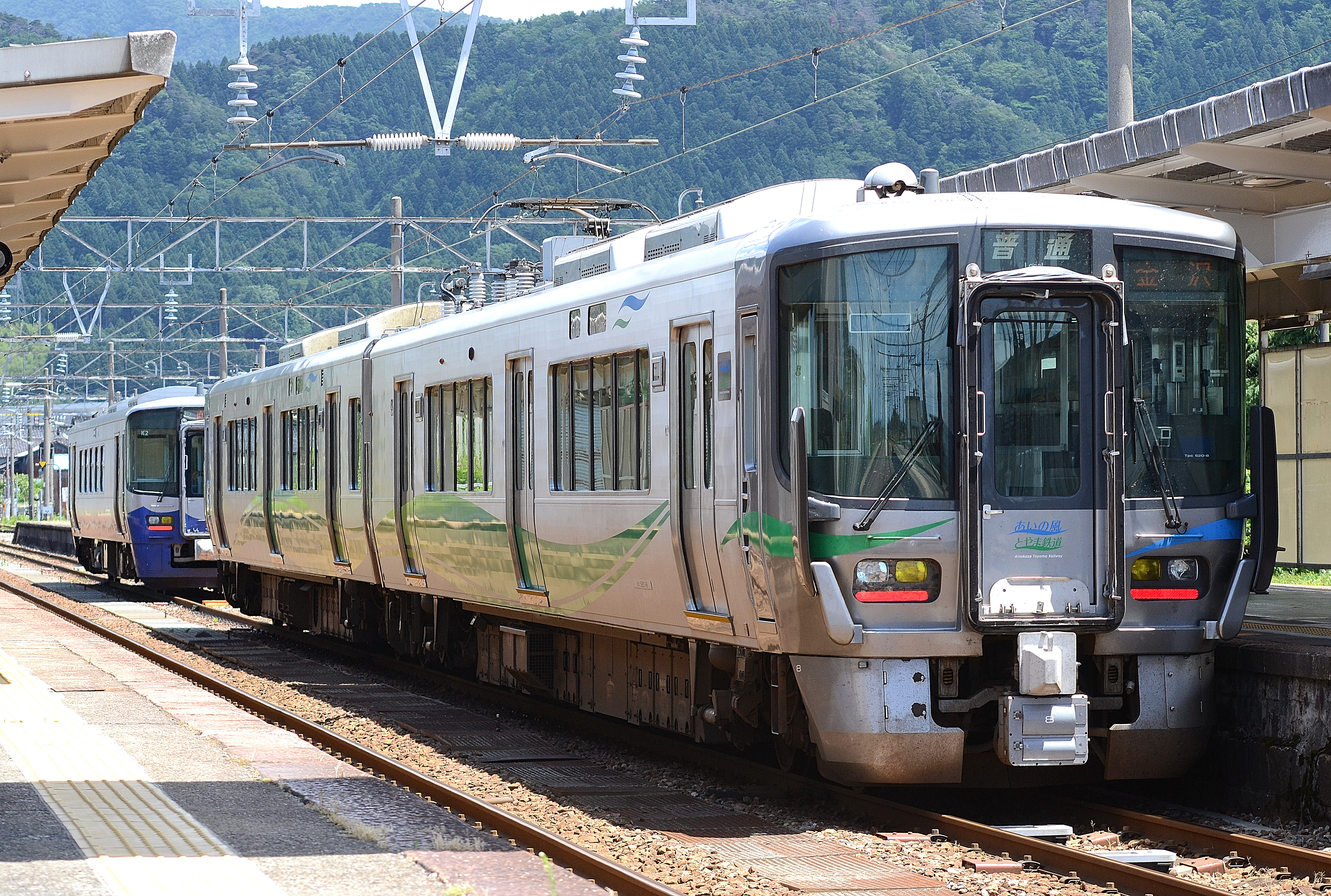
니혼카이 히스이 라인의 열차와 아이노카제토야마 철도선 전동차

## 역세권 정보
- 아사히정 사무소 (役場)

## 역사
- 1910년 4월 16일 - 일본국유철도 호쿠리쿠 본선 우오즈 역 ~ 도마리 역 구간의 개통과 동시에 개업.
- 1987년 4월 1일 - 민영화에 따라 서일본 여객철도의 소속이 되었다.
- 2015년
  - 3월 14일: 호쿠리쿠 신칸센의 연장 개통으로 아이노카제토야마 철도로 소속이 이관되었다.
  - 3월 26일: ICOCA 도입.

## 인접역
| 아이노카제토야마 철도 ■ 아이노카제토야마 철도선 | 아이노카제토야마 철도 ■ 아이노카제토야마 철도선 | 아이노카제토야마 철도 ■ 아이노카제토야마 철도선 |
| ----------------------------------------------- | ----------------------------------------------- | ----------------------------------------------- |
| 뉴젠 가나자와 방면                              | 아이노카제 라이너                               | 시·종착역                                       |
| 뉴젠 도야마 방면                                |                                                 | 엣추미야자키 이토이가와 방면                    |